# Los Pinos, Tihuatlán
Los Pinos är en ort i Mexiko.   Den ligger i kommunen Tihuatlán och delstaten Veracruz, i den sydöstra delen av landet, 220 km nordost om huvudstaden Mexico City. Los Pinos ligger 118 meter över havet och antalet invånare är 103.
Terrängen runt Los Pinos är platt. Runt Los Pinos är det ganska tätbefolkat, med 179 invånare per kvadratkilometer. Närmaste större samhälle är Tihuatlan, 5,2 km sydväst om Los Pinos. Trakten runt Los Pinos består till största delen av jordbruksmark.